# Tadeusz Kowalski (fotograf)

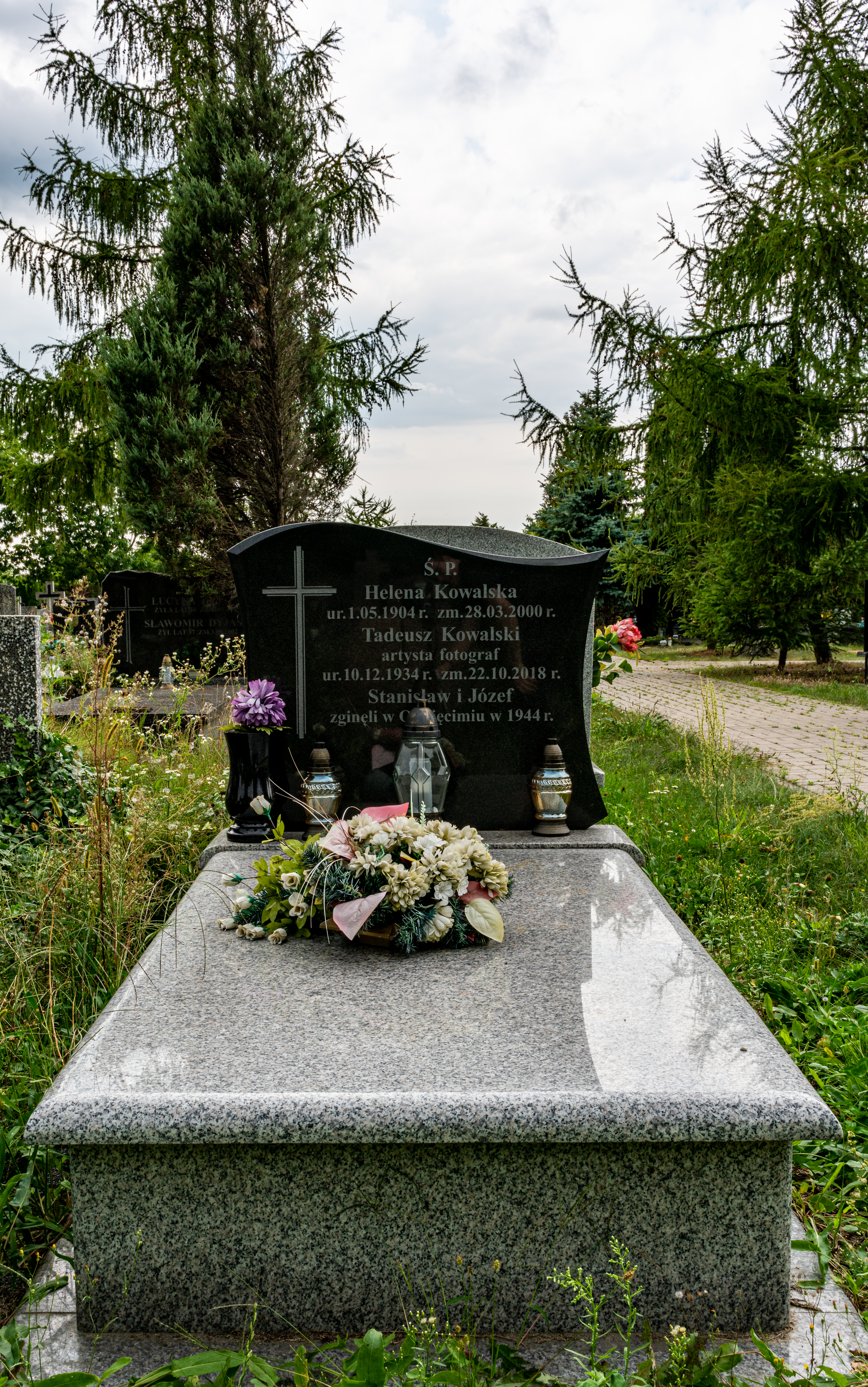
Grób Tadeusza Kowalskiego na cmentarzu Komunalnym Północnym w Warszawie

Tadeusz Kowalski (ur. 10 grudnia 1934 w Krośnie, zm. 22 października 2018 w Warszawie) – polski artysta fotograf, uhonorowany tytułem Artiste FIAP (AFIAP). Członek Okręgu Warszawskiego Związku Polskich Artystów Fotografików. Członek Warszawskiego Towarzystwa Fotograficznego.

## Życiorys
Tadeusz Kowalski był absolwentem Studium Fotografii Artystycznej „EOS”, które prowadził Witold Dederko. Jego debiutem fotograficznym była „Najlepsza Fotografia Miesiąca” (w comiesięcznym konkursie fotograficznym ogłoszonym przez Telewizję Polską) w 1958 roku. Lata 60. XX wieku to początki jego działalności w Warszawskim Towarzystwie Fotograficznym, grupie fotograficznej „Stodoła – 60”, późniejszej grupie „ST – 60”. Od tego czasu uczestniczył w wielu wystawach fotograficznych; indywidualnych (kilkanaście), zbiorowych (ponad 400) i pokonkursowych, (m.in.) w Międzynarodowych Salonach Fotograficznych organizowanych pod patronatem FIAP (w ponad 50 krajach) – zdobywając wiele akceptacji, medali, nagród, wyróżnień, dyplomów i listów gratulacyjnych. W międzyczasie – w 1966 roku został przyjęty w poczet członków rzeczywistych Okręgu Warszawskiego Związku Polskich Artystów Fotografików.
Szczególną rolę w twórczości Tadeusza Kowalskiego zajmowała fotografia portretowa, krajobrazowa, krajoznawcza, reportażowa, sportowa i fotografia martwej natury. Jego prace znajdują się w Muzeum Narodowym we Wrocławiu oraz Fototece Związku Polskich Artystów Fotografików w Warszawie. Tadeusz Kowalski został uhonorowany Medalem Fotografów Amerykańskich w Nowym Jorku. W 1970 roku Międzynarodowa Federacja Sztuki Fotograficznej FIAP – przyznała mu tytuł honorowy Artiste FIAP (AFIAP). W 1979 roku został jednym z laureatów prestiżowego konkursu fotograficznego World Press Photo of the Year. 
Zmarł 22 października 2018, pochowany 26 października na cmentarzu komunalnym Północnym w Warszawie.

## Publikacje (albumy)
- „Dziecko” (Francja)
- „Mistrzowie fotografii” (Niemcy)
- „Photo Lear Book” (Anglia)

Źródło